# Psectra fasciata
Psectra fasciata is een insect uit de familie van de bruine gaasvliegen (Hemerobiidae), die tot de orde netvleugeligen (Neuroptera) behoort. 
Psectra fasciata is voor het eerst wetenschappelijk beschreven door Esben-Petersen in 1928.